# Auerbacher (ciruela)
Auerbacher es una variedad cultivar de ciruelo (Prunus domestica), de las denominadas ciruelas europeas.
Una variedad de ciruela obtenida de plántula casual en el siglo  XVIII  en los alrededores del pueblo de "Auerbach" municipio situado en el distrito de Erzgebirge, en el estado federado de Sajonia Alemania. Las frutas tienen una pulpa color amarillo verdoso es de firmeza media y tiene un contenido de jugo medio-alto, con sabor armoniosamente agridulce.

## Historia
'Auerbacher' variedad antigua de ciruela obtenida obtenida de plántula casual en el siglo  XVIII  en los alrededores del pueblo de "Auerbach" municipio situado en el distrito de Erzgebirge, en el estado federado de Sajonia siglo  XVII  Alemania.
'Auerbacher' variedad que todavía se usa comercialmente en Alemania porque tiene un buen rendimiento y los frutos son fáciles de transportar. Debido a la alta susceptibilidad a la sharka (una infestación viral que conduce a la muerte de toda la planta), su cultivo está en declive.

## Características
'Auerbacher' árbol de porte de crecimiento suelto, medio y es muy adecuada para el cultivo de setos. En los primeros años, la planta es más susceptible a las heladas invernales. Prefiere lugares secos. Es solo parcialmente autofértil, con una ligera alternancia. Flor blanca, que tiene un tiempo de floración que comienza a partir del 15 de abril con el 10% de floración, para el 19 de abril tiene una floración completa (80%), y para el 1 de mayo tiene un 90% de caída de pétalos.
'Auerbacher' tiene una talla de tamaño medio de forma ovalados; Archivado el 23 de noviembre de 2022 en Wayback Machine. epidermis tiene una piel azul oscuro recubierta de ligera pruina, fina, violácea; sutura con línea poco visible, de color algo más oscuro que el fruto. Situada en una depresión muy suave, algo más acentuada junto a cavidad peduncular; pedúnculo de longitud mediano, fuerte, leñoso, con escudete muy marcado, muy pubescente, con la cavidad del pedúnculo estrecha, poco profunda, rebajada en la sutura y más levemente en el lado opuesto; pulpa de color amarillo verdoso es de firmeza media y tiene un contenido de jugo medio-alto, con sabor armoniosamente agridulce.
Hueso con buenas propiedades de deshuesado, grande, alargado, asimétrico, con el surco dorsal muy ancho y profundo, los laterales más superficiales, zona ventral poco sobresaliente, superficie rugosa.
Su tiempo de maduración es tardía, alrededor de mediados de agosto o principios de septiembre, con un alto rendimiento, y un fácil transporte.

## Progenie
'Auerbacher' tiene en su progenie como "Parental Padre" (donante de polen), a las nuevas variedades de ciruelas:
- 'Hanita' obtenida mediante el cruce de las variedades 'President' x 'Auerbacher'.[7][8]
- 'Topper' obtenida mediante el cruce de las variedades 'Cacaks' x 'Auerbacher'.

## Usos
Se usa comúnmente como postre fresco de mesa, buena ciruela para enlatados y adornos para tartas.

## Cultivo
Variedad cultivada principalmente en Alemania.

## Características y precauciones
Es susceptible a las enfermedades de la podredumbre de la madera y la corteza en lugares demasiado húmedos.
Muy susceptible al Virus de la Sharka.